# إبراهيم عادل
إبراهيم عادل علي محمد حسن (مواليد 23 أبريل 2001)، هو لاعب كرة قدم مصري يلعب مع فريق الجزيرة الإماراتي كجناح في دوري المحترفين الإماراتي .